# Карама (стоянка)

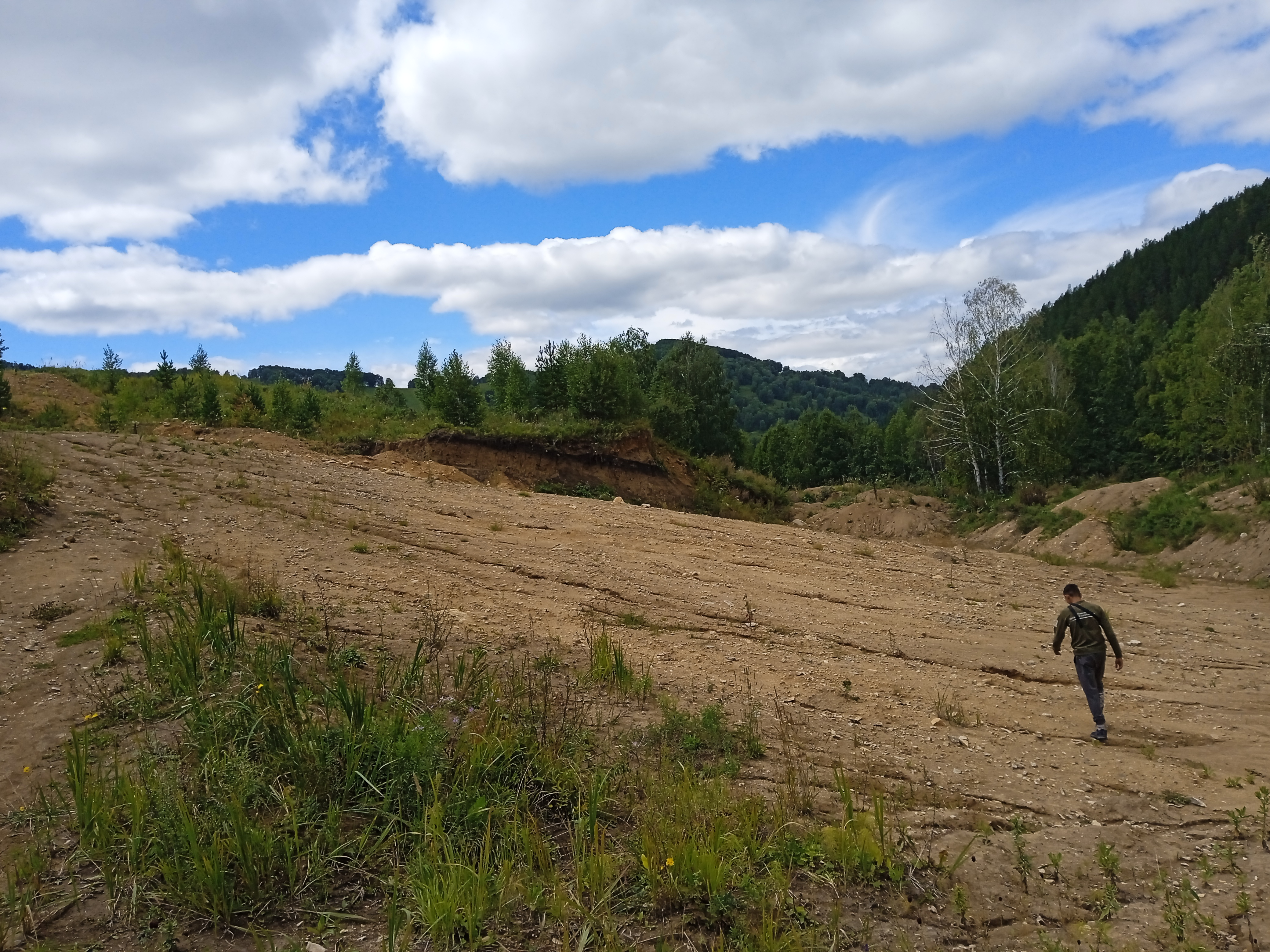
Стоянка Карама. 17 августа 2022 г.

Карама — предполагаемая раннепалеолитическая стоянка древнего человека c галечными орудиями труда на юго-востоке Алтайского края, в долине реки Ануй (приток Оби). Была открыта в 2001 году в 3 км выше по течению от устья реки Карама.
Стоянка находится в Солонешенском районе в 15 км ниже по течению Ануя от Денисовской пещеры.

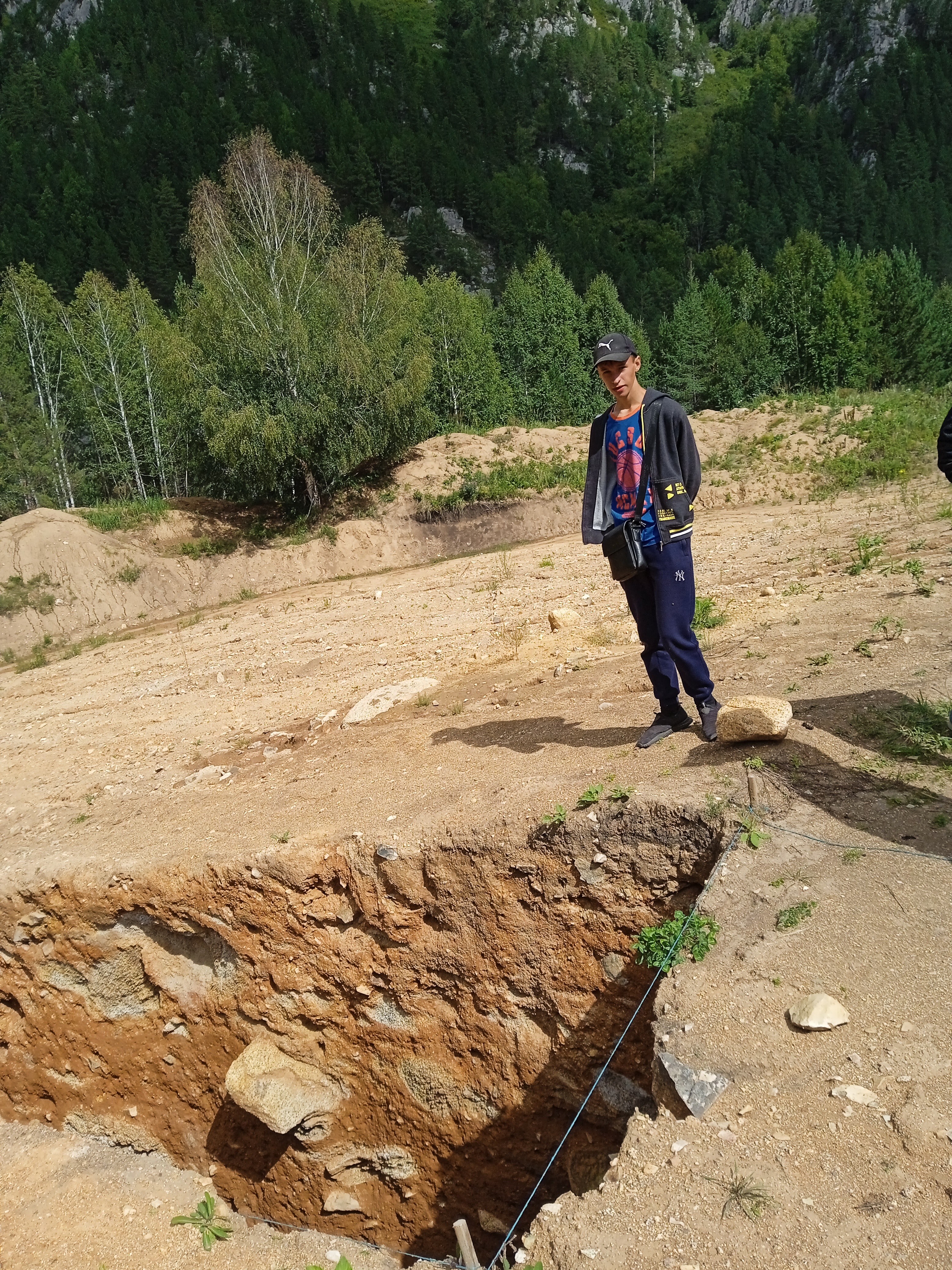
Исследовательский шурф сезона 2022 года на стоянке Карама

## Результаты исследований
Археологические материалы Карамы представлены орудиями, типичными для эпохи раннего палеолита, и представляют индустрию галечного типа. В техническом отношении для них характерны приёмы бессистемного и параллельного скалывания заготовок. Следующую по значению группу образуют зубчатые, выемчатые и клювовидные орудия. Остальные орудия — галечные изделия с выделенным шиповидным выступом в виде носика, массивные острия с широкоугольным рабочим элементом, ножи на долечных сколах с обушком-гранью, нуклевидные скребки, сколы с локальной ретушью.
Раннепалеолитическая галечная индустрия Карамы свидетельствует о заселении территории Алтая популяциями Homo erectus, пришедшими с первой миграционной волной из Африки. Галечные орудия из 12 слоя стоянки Карама на Алтае схожи с олдувайскими находками.
Находки галечных изделий стоянки Карама датируются нижним неоплейстоценом. По совокупности материалов палинологического анализа и других аналитических данных, время накопления отложений соответствует стадиям 16-19 изотопно-кислородной шкалы (600—800 тыс. лет назад). Карама — древнейшее известное местонахождение в Северной и Центральной Азии, позволяющее проследить первую миграцию древнего человека из Африки на восток Азии.
Проведённые палеоботанические исследования свидетельствуют, что процесс первоначального заселения человеком Алтая проходил в благоприятных климатических условиях. Обитатели стоянки занимались охотой и собирательством. Основными объектами охоты были главным образом мелкие и средние млекопитающие, кроме этого, обитатели Карамы промышляли сбором падали.
После холодного максимума, соответствующего изотопной стадии 16, ранние гоминиды либо ушли из Карамы в более тёплые края, либо вымерли, не сумев адаптироваться к изменившимся ландшафтно-климатическим условиям. Не существует надёжных данных о возрасте стоянки Карама, превышающем 600—800 тыс. лет.

## Карты
- Стоянка Карама на Wikimapia